# Тайны Смолвиля (сезон 3)
«Тайны Смолвиля» (англ. Smallville) — американский научно-фантастический телесериал, исполнительными продюсерами и авторами сценария которого являются Альфред Гоф и Майлз Миллар. Сериал повествует о молодых годах жизни Супермена — Кларка Кента, создателями которого являются Джерри Сигел и Джо Шустер. Действие происходит в вымышленном американском городке Смолвиль штата Канзас.
Главным злодеем сезона является Лайонел Лютор.
Третий сезон сериала был показан на телевизионном канале «СТС».

## Сюжет
Под действием красного криптонита Кларк грабит банки в Метрополисе. Джонатан совершает сделку с Джор-Элом и получает силу подобную силе Кларка, чтобы вернуть его домой, пообещав отправить его потом Джор-Элу.

## В ролях

### Основной состав
- Том Уэллинг — Кларк Кент / Кал-Эл (22 эпизода)
- Майкл Розенбаум — Лекс Лютор (22 эпизода)
- Кристин Кройк — Лана Лэнг (22 эпизода)
- Аннетт О’Тул — Марта Кент (22 эпизода)
- Джон Шнайдер — Джонатан Кент (21 эпизодов)
- Эллисон Мэк — Хлоя Салливан (22 эпизодов)
- Сэм Джонс III — Пит Росс (16 эпизодов)
- Джон Гловер — Лайонел Лютор (16 эпизодов)

### Второстепенный состав
- Рутгер Хауэр — Морган Эдж
- Камилль Митчелл — Шериф Нэнси Адамс
- Эммануэль Вожье — Доктор Хелен Брайс
- Тэренс Стэмп — Джор-Эл
- Джесси Мэткалф — Вэн МакНалти
- Кэтрин Изабелль — Сара Конрой
- Лорена Гейл — Доктор Клэр Фостер
- Майкл Маккин — Пэрри Уайт[англ.]
- Кевин Зэгерс — Сэт Нельсон
- Йен Сомерхолдер — Адам Найт
- Шон Эшмор — Эрик Саммерс
- Райан Мэрримэн — Джейсон Данте
- Сара Картер — Алисия Бэйкер
- Франсуаза Йип — Доктор Лиа Тэнг
- Кристофер Рив — Доктор Вирджилл Свон
- Гордон Тутузис — Профессор Джозеф Уиллоубрук
- Гэри Хадсон — Агент ФБР Фрэнк Лодер
- Эдрианн Палики — Кара
- Роберт Уиздэн — Гейб Салливан
- Мисси Перегрим - Молли

## Список эпизодов
| № общий | № в сезоне | Название                     | Режиссёр                    | Автор сценария                                                                | Дата премьеры   | Произв. код | Зрители в США (млн) |
| --- | ---------- | ---------------------------- | --------------------------- | ----------------------------------------------------------------------------- | --------------- | ----------- | ------------------- |
| 45 | 1          | «Ссылка» «Exile»             | Грег Биман                  | Альфред Гоф и Майлз Миллар                                                    | 1 октября 2003  | 176201      | 6.80                |
| Под влиянием красного криптонита Кларк отправляется в Метрополис, в то время как друзья и родители отчаянно пытаются найти его. Лекс вынужден столкнуться лицом к лицу со своими страхами на необитаемом острове. Джонатан Кент должен заплатить огромную цену за возможность вернуть сына. |            |                              |                             |                                                                               |                 |             |                     |
| 46 | 2          | «Феникс» «Phoenix»           | Джеймс Маршалл              | Келли Содерс и Брайан Питерсон                                                | 8 октября 2003  | 176202      | 6.70                |
| В то время как Кларк и Джонатан сражаются друг с другом, Лекс возвращается в Смолвиль. Кларк должен иметь дело с главой криминального мира Морганом Эджем. Лекс должен определить, кто пытался убить его — Лайонел или Хелен. |            |                              |                             |                                                                               |                 |             |                     |
| 47 | 3          | «Угасание» «Extinction»      | Майкл Кэтлман               | Тодд Славкин и Даррен Свиммер                                                 | 15 октября 2003 | 176203      | 6.50                |
| Кларк обнаруживает, что кто-то охотится на людей поражённых осколками метеорита. Он узнает, что следующая жертва — Лекс. Кларк использует свою силу, чтобы спасти Лекса, но убийца застает Кларка врасплох, узнав о его слабости и создаёт пули из криптонита. |            |                              |                             |                                                                               |                 |             |                     |
| 48 | 4          | «Сон» «Slumber»              | Дэн Аттиас                  | Дрю З. Гринберг                                                               | 22 октября 2003 | 176204      | 6.90                |
| Кларку снится молодая напуганная девушка, которой нужна помощь. Он обнаруживает, что эта девушка — его соседка, которая лежит в коме уже несколько лет. Кларк обращается за помощью к Лане, чтобы узнать причины этого. Тем временем Лайонел требует, чтобы Лекс прошел психологическую проверку, перед тем как он возьмёт его на работу. |            |                              |                             |                                                                               |                 |             |                     |
| 49 | 5          | «Перри» «Perry»              | Жанно Шварц                 | Марк Верхайден                                                                | 29 октября 2003 | 176205      | 6.70                |
| Перри Уайт — многообещающий журналист, чья карьера была уничтожена Лайонелом Лютором, приезжает в Смолвиль в поисках историй о инопланетянах для бульварной газеты. Несмотря на опьянение, Перри верит, в то что видел, как Кларк использовал его супер-скорость, поэтому он разрабатывает опасный план раскрытия силы Кларка. К несчастью из-за вспышек на Солнце Кларк временно теряет контроль над своими способностями. Тем временем Лекс узнает, что у Перри есть информация о темном прошлом его отца, Лайонела.                                    |            |                              |                             |                                                                               |                 |             |                     |
| 50 | 6          | «Реликвия» «Relic»           | Марита Грабиак              | Келли Содерс и Брайан Питерсон                                                | 5 ноября 2003   | 176206      | 6.70                |
| Кларк узнает, что Джор-Эл был уже на земле 40 лет назад. Дядя Ланы, которому был вынесен приговор за убийство его жены 40 лет тому назад, показывает ей фотографию мужчины, он верит, что этот человек убил её тетю. Лана потрясена, увидев на фотографии скитальца, похожего на Кларка. Кларк уверен, что этот мужчина — Джор-Эл. Расследование Кларка приводит его к медальону с криптонитом, что позволяет ему видеть отрывки прошлого. Выясняется, что Джор-Эл начал здесь жить за долго до появления Кларка на земле.                                |            |                              |                             |                                                                               |                 |             |                     |
| 51 | 7          | «Притягательный» «Magnetic»  | Дэвид Джексон               | Холли Харольд                                                                 | 12 ноября 2003  | 176207      | 6.90                |
| Лана неожиданно сближается с школьным приятелем и начинает вести себя как бунтарка, что в конечном счете оборачивается для неё тюремной камерой. Подозрения Кларка подтверждаются, когда он обнаруживает, что у нового друга Ланы есть магнетические способности, которые позволяют ему передвигать предметы и изменять чувства людей. Тем временем Лекс обнаруживает, что Хлоя все больше углубляется в расследование прошлого его отца, он предлагает объединить их усилия против Лайонела.                                                             |            |                              |                             |                                                                               |                 |             |                     |
| 52 | 8          | «Разрушенный» «Shattered»    | Кеннет Биллар               | Кеннет Биллар                                                                 | 19 ноября 2003  | 176208      | 6.40                |
| Лекс определяет место нахождения Моргана Эджа и уговаривает его признаться в том, что у него были грязные делишки с Лайонелом. Лекс пытается передать Эджа властям, но кто-то пытается убить Лютора-младшего в особняке. Чудом спасшийся Лекс убегает и просит у Кларка помощи. Когда Кларк возвращается в особняк для расследования, он не находит ничего необычного и начинает сомневаться, было ли это в действительности, особенно после того, как Лайонел заявляет, что у Лекса был психический срыв и он должен быть помещен в больницу.            |            |                              |                             |                                                                               |                 |             |                     |
| 53 | 9          | «Психушка» «Asylum»          | Грег Биман                  | Тодд Славкин и Даррен Свиммер                                                 | 14 января 2004  | 176209      | 5.60                |
| Трое бывших противников Кларка обращаются к Лексу, чтобы заручиться его помощью и заманить Кларка в больницу, после того как они узнают, что Лайонел потребовал лечить Лекса с помощью шокотерапии, чтобы стереть его память. Но дела идут скверно, злодеи обманывают Лекса и используют криптонит, чтобы украсть силы Кларка. Тем временем Лана встречает загадочного незнакомца Адама в больнице. |            |                              |                             |                                                                               |                 |             |                     |
| 54 | 10         | «Шёпот» «Whisper»            | Томас Дж. Райт              | Кен Хортон                                                                    | 21 января 2004  | 176210      | 5.10                |
| Кларк временно слепнет, когда пытается остановить ограбление, он использует термозрение. Но вскоре, чтобы компенсировать недостаток зрения, у него проявляется суперслух. Как и в других случаях при появлении различных способностей, Кларк сперва не может контролировать этот дар. |            |                              |                             |                                                                               |                 |             |                     |
| 55 | 11         | «Удаление» «Delete»          | Пэт Уильямс                 | Келли Содерс и Брайан Питерсон                                                | 28 января 2004  | 176211      | 5.50                |
| Кто-то пытается убить Хлою по неизвестным причинам после того, как приходит письмо из Института Саммерхолт. Кларк должен найти отправителя этого письма. Хлоя обнаружила доказательство того, что они проводят исследования контроля над разумом человека. Лана решает арендовать квартиру над кафе для Адама, несмотря на предположение, что он скрывает нечто опасное о своем прошлом. |            |                              |                             |                                                                               |                 |             |                     |
| 56 | 12         | «Грядущее» «Hereafter»       | Грег Биман и Джеймс Маршалл | Марк Верхайден и Дрю З. Гринберг                                              | 4 февраля 2004  | 176212      | 5.30                |
| Кларк обнаруживает, что его одноклассник Джордан может предвидеть будущее. Он ужасается когда Джордан говорит ему, что видит Лану погибающей на пожаре в ближайшие несколько дней. Хлоя расследует обстоятельства жизни Адама из-за его подозрительного поведения. Девушка обнаруживает несколько волнующих подробностей. |            |                              |                             |                                                                               |                 |             |                     |
| 57 | 13         | «Скорость» «Velocity»        | Жанно Шварц                 | Тодд Славкин и Даррен Свиммер                                                 | 11 февраля 2004 | 176213      | 5.00                |
| Пит выигрывает уличную гонку, хотя организаторы просят его проиграть. Теперь они угрожают его жизни, поэтому он просит Кларка использовать свою силу, чтобы остановить их. Кларк взбешен из-за того, что тот поставил его в такое положение. Он должен помочь ему и сохранить секрет. Тем временем Джонатан начинает сожалеть о последствиях сделки с Джор-Элом. |            |                              |                             |                                                                               |                 |             |                     |
| 58 | 14         | «Одержимость» «Obsession»    | Джеймс Маршалл              | Холли Харольд                                                                 | 18 февраля 2004 | 176214      | 5.33                |
| Кларк вынужден использовать свои силы перед Алисией, новой девочкой в школе. Он удивлен, обнаружив, что у неё есть свои собственные силы. Они создают союз. Но со временем выясняется, что у Алисии есть куда больше тайн, зачастую неприятных. Тем временем Лана просит Лекса получить сведения об Адаме. |            |                              |                             |                                                                               |                 |             |                     |
| 59 | 15         | «Воскрешение» «Resurrection» | Терренс О’Хара              | Тодд Славкин и Даррен Свиммер                                                 | 25 февраля 2004 | 176215      | 4.97                |
| Джонатан ожидает операции на сердце. В это время Кларк знакомится с Гарретом, старший брат которого, Винц, умирает из-за болезни печени. Вскоре Винц появляется в больнице, живой и невредимый, но через некоторое время он снова начинает умирать. Гаретт привязывает к себе криптонитовую бомбу и требует, чтобы Джонатан стал донором. |            |                              |                             |                                                                               |                 |             |                     |
| 60 | 16         | «Кризис» «Crisis»            | Кеннет Биллар               | Келли Содерс и Брайан Питерсон                                                | 3 марта 2004    | 176216      | 5.26                |
| Лана звонит Кларку, и сообщает, что её преследуют. Однако встретившись с Ланой в Тэлоне, Кларк узнает, что на неё никто не нападал и она ему не звонила. Кларк берется за расследование. Узнав, что звонок произошел из будущего, он пытается предотвратить роковые события… |            |                              |                             |                                                                               |                 |             |                     |
| 61 | 17         | «Наследие» «Legacy»          | Грег Биман                  | Джеф Лоуб                                                                     | 14 апреля 2004  | 176217      | 4.48                |
| Джонатан начинает вести себя странно. Кларк думает, что Джор-Эл отправляет сообщения Джонатану с помощью ключа, и это становится причиной того, что отец уходит из семьи. Кларк спускается в пещеры, чтобы столкнуться лицом к лицу со своим биологическим отцом, но Лайонел ловит его там и начинает собирать кусочки мозаики воедино, поручая это дело надежному доктору Свонну. Два миллиардера сталкиваются между собой, и здесь открываются истинные мотивы поведения Лайонела.                                                                      |            |                              |                             |                                                                               |                 |             |                     |
| 62 | 18         | «Правда» «Truth»             | Джеймс Маршалл              | Дрю З. Гринберг                                                               | 21 апреля 2004  | 176218      | 4.43                |
| Когда Хлоя случайно вдыхает пары необычного крипто-газа, она обнаруживает, что это действует как сыворотка правды для тех, кто с ней разговаривает. Хлоя решает использовать свою способность и открыть секрет Кларка. Но её новая сила может привести к фатальным результатам. Кларк должен найти противоядие прежде, чем он раскроет правду о себе. |            |                              |                             |                                                                               |                 |             |                     |
| 63 | 19         | «Память» «Memoria»           | Майлз Миллар                | Альфред Гоф и Майлз Миллар                                                    | 28 апреля 2004  | 176219      | 4.32                |
| Веря, что ключевая информация о прошлом отца Лекса, была потеряна после электрошока, Лекс решает присоединиться к экспериментальной программе доктора Гарнера, чтобы восстановить её. Вспомнив всё, он сможет выдать отца ФБР. Зная, что Лекс раскроет секрет, если вернет память, Кларк решает остановить его. Но Кларка ловит Лайонел и подвергает такому же радикальному лечению. Теперь Лайонел может выяснить секрет Кларка. |            |                              |                             |                                                                               |                 |             |                     |
| 64 | 20         | «Талисман» «Talisman»        | Джон Шнайдер                | Кеннет Биллар                                                                 | 5 мая 2004      | 176220      | 4.72                |
| Когда индеец Ковачи крадёт мифический нож из пещеры, ему даруется супер сила, очень похожая на силу Кларка. Молодой человек верит, что он легендарный Наман — человек, упавший со звезды. Кларк узнает о легенде, которая предсказывает, что с помощью ножа можно определить Сагита — врага Намана. Он пытается исправить это, прежде чем молодой индеец сможет использовать нож на Лайонеле. |            |                              |                             |                                                                               |                 |             |                     |
| 65 | 21         | «Покинуть» «Forsaken»        | Терренс О’Хара              | Келли Содерс и Брайан Питерсон                                                | 12 мая 2004     | 176221      | 4.54                |
| Кларк решает рассказать Лане свой секрет, чтобы они наконец-то смогли быть вместе. Тем временем агент ФБР похищает и пытает Пита, чтобы тот открыл ему секрет Кларка. Лекс паникует после того, как ФБР дает ему 24 часа чтобы передать информацию о его отце. Помощь приходит совершенно из неожиданного источника. В то время, из камеры сбегает Эмили и притворяется новой хозяйкой кафе по имени Эмма. Эмили/Эмма похищает Лану и запирает её в камере и никто не ищет её, потому что все думают что она уехала. Пит решает уехать из города с мамой. |            |                              |                             |                                                                               |                 |             |                     |
| 66 | 22         | «Сделка» «Covenant»          | Грег Биман                  | Телесценарий: Альфред Гоф и Майлз Миллар Сюжет: Тодд Славкин и Даррен Свиммер | 19 мая 2004     | 176222      | 5.92                |
| Всё меняется, когда Кара — симпатичная девушка с суперсилой, которая прибыла с Криптона, пытается убедить Кларка выполнить своё предназначение. Кларк обращается к родителям за советом. Он шокирован, когда Кара заставляет Джонатана рассказать о его договоренности с Джор-Элом. Также Кларк делает открытие, которое предопределяет его отношения с Лексом. В конце сезона отношения Кларка и Ланы достигают последней стадии. |            |                              |                             |                                                                               |                 |             |                     |